# Ludmila Frajt
Ludmila Frajt (serbisch-kyrillisch Лудмила Фрајт; * 31. Dezember 1919 in Belgrad; † 14. März 1999 ebenda) war eine serbische bzw. jugoslawische Komponistin.

## Leben
Ludmila Frajt wurde in eine aus Tschechien nach Serbien eingewanderte Musikerfamilie geboren. Ihr Vater Jovan (Jan) Frajt (1882–1938) stammte aus Pilsen, wirkte als Geiger am Nationaltheater in Belgrad, leitete ein Salonorchester und Gesangvereine und komponierte Werke verschiedener Gattungen. Er gründete den 1921–1941 existierenden Belgrader Musikverlag Edition Frajt, den nach seinem Tod sein Sohn Stevan Frajt übernahm.
Nach erstem Unterricht im Elternhaus besuchte Ludmila Frajt die Serbische Musikschule in Belgrad, wo Josip Štolcer-Slavenski einer ihrer Lehrer war. 1938 begann sie ein Kompositionsstudium an der im Jahr zuvor gegründeten Belgrader Musikakademie (der heutigen Universität der Künste Belgrad) bei Miloje  Milojević (1884–1946), das sie jedoch bedingt durch den Zweiten Weltkrieg unterbrechen musste und erst nach der Befreiung des Landes fortsetzen konnte. Nach dem Tod Milojevićs schloss sie ihr Studium bei Štolcer-Slavenski ab. Mit ihm und seiner Frau Milana Ilić verband sie eine enge Freundschaft. Beide waren Trauzeugen bei ihrer Hochzeit mit Mile Franović. Nur drei Jahre später fiel dieser an der so genannten syrmischen Front.
Zu den ersten Nachkriegsbeschäftigungen Frajts gehörte 1944/1945 die Leitung des Kinderchors des Pioniertheaters in Belgrad. 1946–1952 war sie Leiterin der Musikabteilung von Avala Film, 1952–1958 stellvertretende Musikchefin von Radio Belgrad, anschließend bis zu ihrer Pensionierung 1972 Generalsekretärin der Musikkommission des Jugoslawischen Hörfunks und Fernsehens. Als Forscherin befasste sie sich mit Musikethnographie und der Sammlung originaler Volksmusikinstrumente. Neben ihren Werken für den Konzertbereich entstanden zahlreiche Arbeiten für Hörfunk und Filmmusik. Insbesondere in den 1960er und 1970er Jahren flossen Elemente der internationalen Avantgarde in ihre eigenen Kompositionen ein. So beschäftigte sie sich etwa auch mit Aleatorik und Elektroakustik. Ein Schwerpunkt ihres Schaffens war Musik für Kinder, wofür sie mehrfach ausgezeichnet wurde. Anlässlich des Gedenkens an ihren 100. Geburtstag würdigte die Serbische Akademie der Wissenschaften und Künste am 18. November 2019 Ludmila Frajt mit einem Festkonzert in Belgrad.

## Werke (Auswahl)

### Orchester, Kammerorchester, Ensemble
- Sinfonie in D (1946)
- Ekloge für Kammerorchester (1975)
- Musik für 13 Streichinstrumente (1982)

### Soloinstrument und Orchester
- Svirač i ptice (Der Spielmann und die Vögel). Rhapsodie für Klarinette und Orchester (1966)

### Solo, Duo und Kammermusik
- Fünf Präludien für Harfe (1953–1965)
- Silberklänge für Streichquartett und Silberlöffel (1972)[2]
- Episoden für Flöte und Klavier (1976)
- Drei Nocturnes für Flöte und Gitarre (1982)

### Vokalmusik
- Ein ungewöhnlicher Musikant. Sinfonische Geschichte für Kinder nach Worten von Desanka Maksimović (1965)
- Abschiedslieder nach Volksdichtung für gemischten Chor (1969)
- Lieder der Nacht. Kantate nach eigenen Worten für Frauenchor und Kammerorchester (1970)
- Wiegenlied für Sopran und Kinderspielzeug (1971)
- Threnodie für Frauenchor (1973)
- Glocken zu einem Text von Zvonimir Brkić für gemischten Chor und Tonband (1981)

### Elektroakustische Musik
- Asteroiden (1967)
- Nocturne (1975)[3]
- Figuren in Bewegung (1979)